# Jeanne Crain

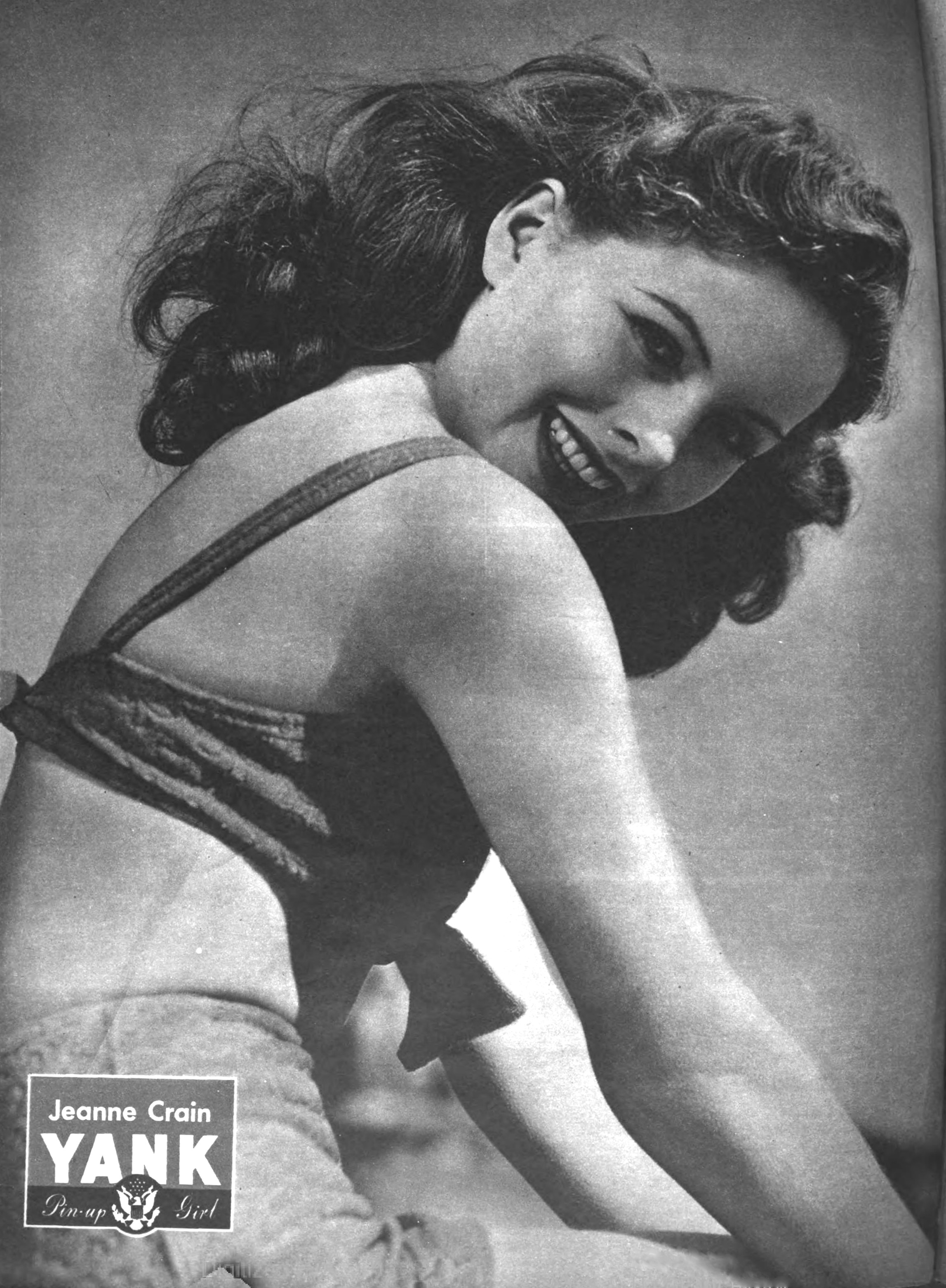
Jeanne Crain el 1945

Jeanne Elizabeth Crain (Barstow, Califòrnia, 25 de maig de 1925 − Santa Barbara, Califòrnia, 14 de desembre de 2003) va ser una actriu estatunidenca.

## Biografia
Aquesta estudiant de l'UCLA va guanyar diversos concursos de bellesa, entre els quals Miss Long Beach 1941 abans de debutar en el cinema. Descoberta per Orson Welles que la desitja a Els magnífics Amberson, és finalment contractada per Darryl Zanuck que l'imposa com una de les principals esperances de l'estudi 20th Century Fox, després com estrella, sobretot en musicals (Margie, State Fair), doblada per Louanne Hogan.
L'encisadora jove debuta el 1943 amb Busby Berkeley i Henry Hathaway. Molt aviat treballa amb George Cukor i Otto Preminger que la dirigeixen moltes vegades - sobretot per a aquest últim, en una adaptació d'Oscar Wilde. A Que el cel la jutgi (que li suposa a Gene Tierney la seva única nominació a l'Oscar), tracta d'igual a igual amb les seves rivals Linda Darnell i Ann Sothern en A Letter to Three Wives, la comèdia (cruel) de Joseph L. Mankiewicz. Les pel·lícules musicals State Fair de Walter Lang (amb Dana Andrews) i Margie de Henry King constitueixen grans èxits personals i el seu paper de negra-blanca a  Pinky de John Ford i Elia Kazan li suposa una nominació a l'Oscar. Des de llavors una via reial se li obre.
Mankiewicz la dirigeix una segona vegada en la fosca People Will Talk, davant de Cary Grant; Crain comparteix la vedette d'un esquetx de O. Henry's Full House amb Farley Granger abans de guanyar un dels seus principals èxits gràcies a la comèdia familiar Cheaper by the Dozen de W. Lang amb Clifton Webb. D'altra banda, l'estrella té com a companys William Holden, Jean Peters, Jeffrey Hunter i Jeffrey Chandler.
En la cimera de la seva popularitat, Jeanne Crain destaca en el western Un home sense estrella de King Vidor davant de Kirk Douglas, i en la comèdia Els senyors es casen amb les morenes al costat de Jane Russell. Mentre roda un altre western (The Fastest Gun Alive amb Glenn Ford), que té per companys Alan Ladd i Frank Sinatra (el drama The Joker Is Wild), l'actriu comença a treballar també per a la televisió. Les coses estan canviant: els anys 60 suposaran el més gran trastorn pel cinema des del pas del mut al parlat. Dues generacions seran escombrades pels més joves.
Des de 1961, amb un grapat d'altres estrelles femenines de Hollywood, Crain s'exilia a Itàlia. Treballa de manera successiva a dos pèplums: el paper del títol de Nefertiti, reina del Nil entre Edmund Purdom i Vincent Price, Ponci Pilats amb Jean Marais i Basil Rathbone, i en una epopeia medieval: Col ferro e col fuoco adaptació de Henryk Sienkiewicz amb Pierre Brice i Akim Tamiroff. A Amèrica, treballa sota la direcció de John Brahm el 1967, però el 1972, Jeanne Crain no té més que un paper de complement a Skyjacked, la seva última pel·lícula, darrere les estrelles Charlton Heston i Yvette Mimieux.
Jeanne Crain va ser l'esposa d'un sol home, Paul Brinkman, actor efímer que va actuar amb el nom de Paul Brooks. Entre 1946 i 1965, van tenir set fills. Però la parella va sortir als diaris, el 1956, en un procés de divorci. El públic es va assabentar llavors de les exigències sexuals de Brinkman. Però la llei imposava un termini d'un any abans de la ruptura definitiva, durant el qual la parella es va reconciliar.
Jeanne Crain es va retirar finalment a Carolina del Sud, al costat del seu marit convertir en ranxer, per dedicar-se a la pintura. Paul Brinkman mor el 2003. Dos mesos més tard, la seva esposa el segueix.

## Filmografia
- 1943: The Gang's All Here de Busby Berkeley
- 1944: Home in Indiana de Henry Hathaway
- 1944: In the Meantime, Darling d'Otto Preminger
- 1944: Winged Victory de George Cukor
- 1945: Que el cel la jutgi (Leave Her to Heaven) de John M. Stahl amb Gene Tierney i Cornel Wilde
- 1945: State Fair de Walter Lang amb Dana Andrews
- 1946: Centennial Summer d'Otto Preminger amb Linda Darnell
- 1946: Margie de Henry King
- 1948: You Were Meant for Me de Lloyd Bacon
- 1948: Apartment for Peggy de George Seaton
- 1949: A letter to three wives de Joseph L. Mankiewicz amb Linda Darnell i Kirk Douglas
- 1949: The Fan o Lady Windermere's Fan d'Otto Preminger
- 1949: Pinky d'Elia Kazan
- 1950: Cheaper by the Dozen de Walter Lang
- 1951: Take Care of My Little Girl de Jean Negulesco
- 1951: People Will Talk de Joseph L. Mankiewicz
- 1951: The Model and the Marriage Broker de George Cukor
- 1952: Belles on Their Toes de Henry Levin
- 1952: O. Henry's Full House (film de cinc esquetxos) de Henry King
- 1953: Dangerous Crossing de Joseph M. Newman
- 1953: Vicki de Harry Horner
- 1953: City of Bad Men de Harmon Jones
- 1954: Duel in the Jungle de George Marshall
- 1955: Un home sense estrella (Man Without a Star) de King Vidor
- 1955: Els senyors es casen amb les morenes (Gentlemen Marry Brunettes])' de Richard Sale
- 1955: The Second Greatest Sex de George Marshall
- 1956: The Fastest Gun Alive de Russell Rouse
- 1957: The Tattered Dress de Jack Arnold
- 1957: The Joker Is Wild de Charles Vidor
- 1958: The Great Gatsby de Franklin J. Schaffner amb Robert Ryan, Rod Taylor (episodi de sèrie)
- 1959: Meet Me in St. Louis de George Schaefer amb Tab Hunter, Myrna Loy, Walter Pidgeon TV
- 1959: Escape to Memphis amb Darren McGavin, Burt Reynolds (episodi de sèrie)
- 1960: Guns of the Timberland de Robert D. Webb
- 1961: Twenty Plus Two de Joseph M. Newman
- 1961: La reina del Nil (Nefertiti, regina del Nilo) de Fernando Cerchio
- 1962: Madison Avenue de H. Bruce Humberstone
- 1962: The Other Woman amb Lloyd Bochner, Cliff Robertson (episodi de sèrie)
- 1962: Ponzio Pilato de Gian Paolo Callegari i Irving Rapper
- 1963: The Boy and the Bomb amb John Forsythe (episodi de sèrie)
- 1963: Col ferro e col fuoco de Fernando Cerchio
- 1967: Hot Rods to Hell de John Brahm
- 1972: The Night God Screamed de Lee Madden
- 1972: Alarma: vol 502 segrestat (Skyjacked) de John Guillermin

## Premis i nominacions

### Nominacions
- 1950. Oscar a la millor actriu per Pinky